# Лики (Благоєвградська область)
Ли́ки (болг. Лъки) — село в Благоєвградській області Болгарії. Входить до складу громади Хаджидимово.

## Населення
За даними перепису населення 2011 року у селі проживали 52 особи, усі — болгари.
Розподіл населення за віком у 2011 році:
Динаміка населення: